# Ceratinia melanoptera
Ceratinia melanoptera är en fjärilsart som beskrevs av William Chapman Hewitson 1877.Ceratinia melanoptera ingår i släktet Ceratinia och familjen praktfjärilar. Inga underarter finns listade i Catalogue of Life.